# Jakub Jarosz
Jakub Władysław Jarosz (Nysa, 10 febbraio 1987) è un pallavolista polacco.
Gioca nel ruolo di schiacciatore ed opposto nel Katowice.

## Palmarès

### Club
- Campionato polacco: 1

2008-09
- Coppa di Polonia: 1

2008-09

### Nazionale (competizioni minori)
- Campionato europeo under 19 2005
- Memorial Hubert Wagner 2013

### Premi individuali
- 2005 - Campionato europeo under 19: MVP